# Cable de consola

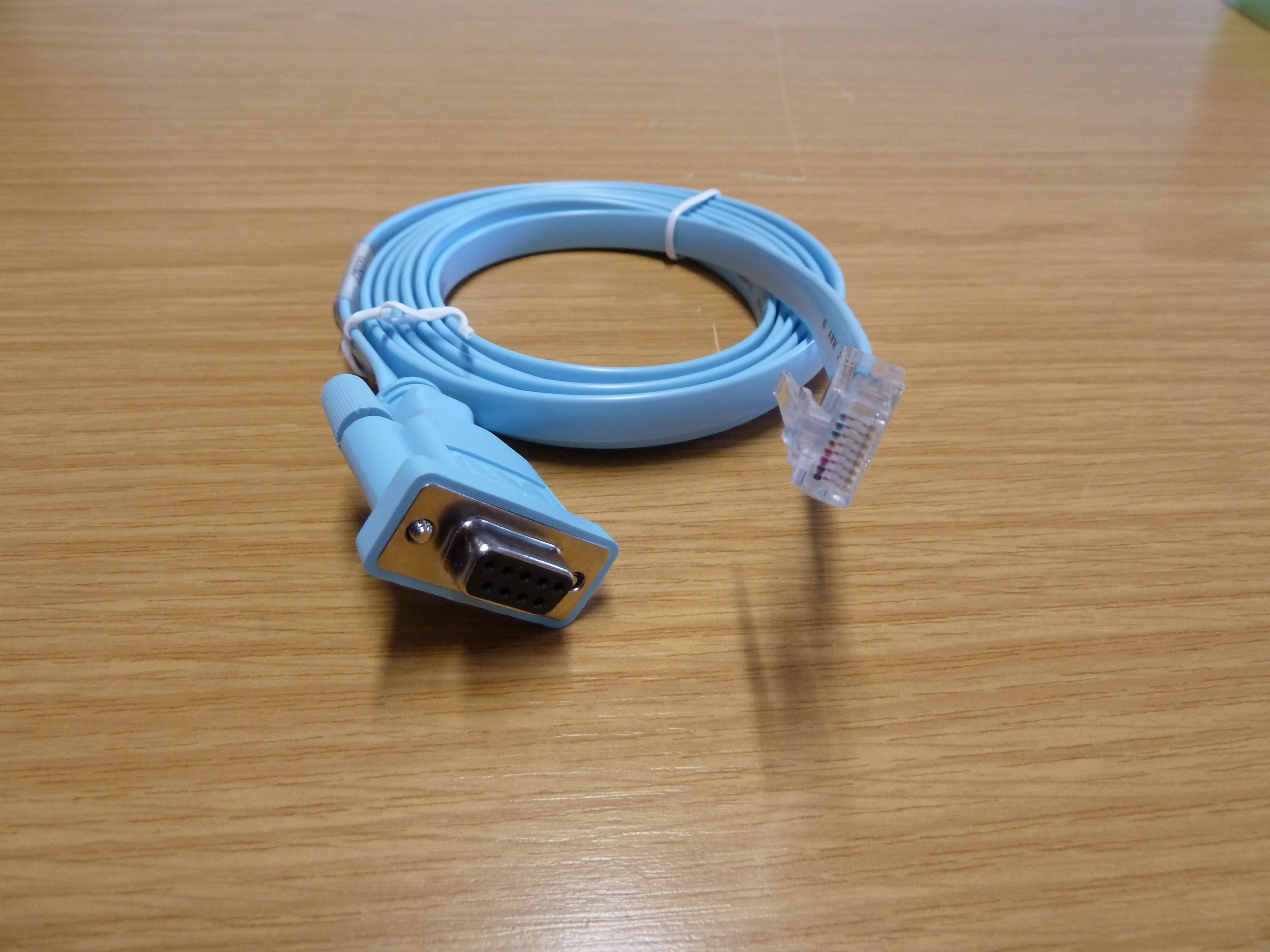
Cable de consola Cisco

El cable Rollover (también conocido como cable de Yost o cable de consola) es un tipo de cable de módem nulo que se usa a menudo para conectar un terminal de computadora al puerto de la consola del enrutador. Este cable suele ser plano (y tiene un color azul claro) para ayudarlo a distinguirlo de otros tipos de cableado de red. El nombre proviene del hecho que los pinouts en un extremo están invertidos del otro, como si el cable se hubiera enrollado y usted lo estuviera viendo desde el otro lado.
Este sistema de cableado se inventó para eliminar las diferencias en los sistemas de cableado RS-232. Cualquiera de los dos sistemas RS-232 se pueden conectar directamente mediante un cable de transferencia estándar y un conector estándar. Para equipos heredados, un adaptador está permanentemente conectado al puerto heredado.